# 维拉尔德贝勒
维拉尔德贝勒（法語：Villardebelle，法語發音：[vilaʁdəbɛl] ⓘ）是法国奥德省的一个市镇，属于利穆区。

## 地理
维拉尔德贝勒（43°1'15"N, 2°23'34"E）面积13.14 平方千米，位于法国奧克西塔尼大區奥德省，该省份为法国南部沿海省份，北起塔恩省，西北接上加龙省，西接阿列日省，南至东比利牛斯省，东临地中海，东北与埃罗省接壤。
与维拉尔德贝勒接壤的市镇（或旧市镇、城区）包括：贝尔卡斯泰勒和比克、布伊斯、洛凯河畔科内特、米塞格尔、瓦尔米热尔。

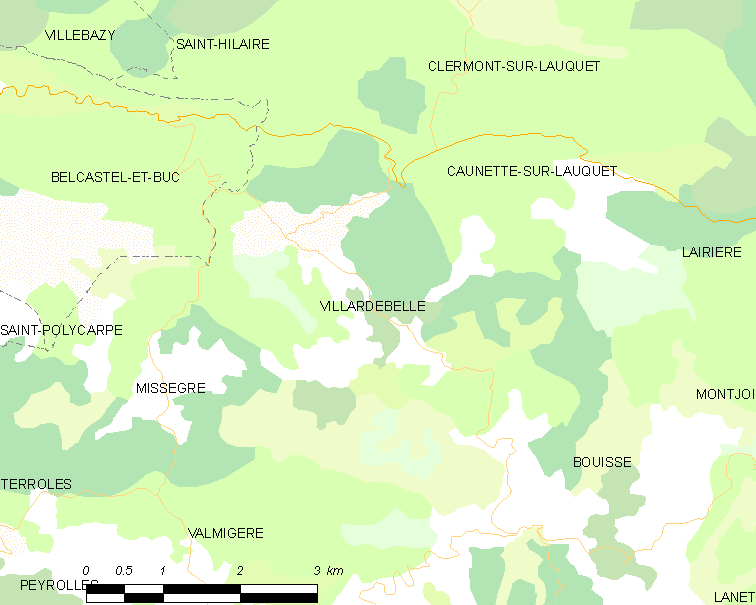
维拉尔德贝勒的OSM定位图

维拉尔德贝勒的时区为UTC+01:00、UTC+02:00（夏令时）。

## 行政
维拉尔德贝勒的邮政编码为11580，INSEE市镇编码为11412。

## 政治
维拉尔德贝勒所属的省级选区为利穆地区县。

## 人口

1962-2008年间维拉尔德贝勒人口变化图示

维拉尔德贝勒于2022年1月1日时的人口数量为61人。